# Abrar Ahmed (Cricketspieler, 1998)
Abrar Ahmed (Urdu ابرار احمد; * 11. September 1998 in Karachi, Pakistan) ist ein pakistanischer Cricketspieler, der seit 2022 für die pakistanische Nationalmannschaft spielt.

## Kindheit und Ausbildung
Seine Familie stammt aus dem Norden des Landes, Shinkiari, und zog nach Karatschi, wo Abrar geboren wurde. In seiner Jugend spielte er Tape-Ball-Cricket. Mit gutem Spin Bowling konnte er Trainer begeistern und so den schwächsten Bezirk der Stadt erstmals zum lokalen Titel führen. Daraufhin wurde er in die Rashid Latif Academy aufgenommen.

## Aktive Karriere
Ahmed gab sein Twenty20-Debüt erfolgte bei der Pakistan Super League 2016/17 für die Karachi Kings. Jedoch zog er sich eine Verletzung im unteren Rücken zu und es dauerte mehrere Jahre, bis er zurückkommen konnte. Sein First-Class-Debüt folgte Sindh in der Quaid-e-Azam Trophy 2020/21. Nach guten Leistungen im National T-20 Cup 2022/23 wurde er im September 2022 gegen England für die Nationalmannschaft nominiert und gab dort sein Test-Debüt. Dabei gelangen ihm elf Wickets (7/114 & 4/120). Im zweiten Test der Serie folgten vier Wickets für 150 Runs. Dem schloss sich eine weitere Test-Serie gegen Neuseeland an, bei dem ihm im ersten Test fünf Wickets für 205 Runs und im zweiten vier Wickets für 149 Runs gelangen. In der Saison 2023 reiste er mit dem Team nach Sri Lanka, wo er im ersten Test sechs Wickets (3/68 & 3/68) und im zweiten vier Wickets (4/69) erzielte. Im Dezember 2023 musste er bei der Tour in Australien verletzt aussetzen, konnte jedoch bei der Pakistan Super League 2024 überzeugen. So gab er im April 2024 sein Twenty20-Debüt gegen Neuseeland. Daraufhin wurde er für den Kader der ICC Men’s T20 World Cup 2024 nominiert, erhielt dort jedoch keinen Einsatz.